# Seleção Bermudense de Futebol Feminino
A Seleção Bermudense de Futebol Feminino representa Bermudas no futebol feminino internacional.